# 五味涼子
五味 涼子（ごみ りょうこ、1979年5月26日 - ）は、日本のスタントマン、女優。神奈川県出身。元ジャパンアクションエンタープライズ所属

## 人物
映画やテレビドラマなどでアクション吹き替えを担当。東京ドームシティアトラクションズのスカイシアターやシアターGロッソのヒーローショーに出演した後、2014年の『烈車戦隊トッキュウジャー』からヒーロー役のレギュラーを担当する。

## 出演

### テレビドラマ
- 義経（2005年、NHK総合テレビ） - 女官
- ゆくな!龍馬（2005年、フジテレビ）
- スタートライン〜涙のスプリンター〜（2005年、フジテレビ）
- 未来創造堂（2006年 - 2009年、日本テレビ）
- 下北サンデーズ（2006年、テレビ朝日）
- 日曜劇場・鉄板少女アカネ!!（2006年、TBS）
- アルティメットクラブ （2007年、サイエンスチャンネル） - 神原千里
- 時効警察（2007年、テレビ朝日）
- ココリコミラクルタイプ（2007年、フジテレビ）
- 土曜プレミアム・出るトコ出ましょ!（2007年、フジテレビ）
- 踊る!さんま御殿!!（2007年、日本テレビ）
- 女警察署長（2009年、テレビ朝日）
- サラリーマン金太郎2 第5話（2010年、テレビ朝日） - 中越典子吹き替え
- 女子刑務所東三号棟（2010年、TBS） - 刑務官部下A
- 10年先も君に恋して 第3話（2010年8月31日 - 10月5日、NHK） - 上戸彩吹き替え
- 悪党〜重犯罪捜査班 第1話（2011年1月21日 - 3月25日、ABC・テレビ朝日） - 中丸シオン吹き替え
- 最後の晩餐 〜刑事・遠野一行と七人の容疑者〜（2011年5月14日、テレビ朝日） - 黒木瞳吹き替え
- 検事・朝日奈耀子 11 医師&検事〜2つの顔を持つ女!（2011年11月12日、テレビ朝日） - スタント
- 梅ちゃん先生（2012年4月2日 - 9月29日、NHK） - 女学生
- 土曜スペシャルドラマ「とんび」（2012年、NHK） - 西田尚美吹き替え
- 日曜もアメトーーク! 「スーパー戦隊芸人」（2017年7月30日、テレビ朝日）

### 特撮テレビドラマ
- 仮面ライダーシリーズ（テレビ朝日）
  - 仮面ライダー電王（2007年 - 2008年）
  - 仮面ライダーキバ（2008年 - 2009年）
  - 仮面ライダーディケイド（2009年）
  - 仮面ライダーW（2009年 - 2010年）
  - 仮面ライダーオーズ/OOO（2010年 - 2011年）
  - 仮面ライダーフォーゼ（2011年 - 2012年）
  - 仮面ライダーウィザード（2012年 - 2013年） - 吹き替え
  - 仮面ライダー鎧武/ガイム（2013年 - 2014年）
  - 仮面ライダーゼロワン（2019年 - 2020年）
  - 仮面ライダーセイバー（2020年 - 2021年）
  - 仮面ライダーリバイス（2021年 - 2022年） - 牛島公子（吹き替え）[5]
- スーパー戦隊シリーズ（テレビ朝日）
  - 獣拳戦隊ゲキレンジャー（2007年 - 2008年）
  - 炎神戦隊ゴーオンジャー（2008年 - 2009年）
  - 侍戦隊シンケンジャー（2009年 - 2010年） - カップル女
  - 天装戦隊ゴセイジャー（2010年 - 2011年）
  - 海賊戦隊ゴーカイジャー（2011年 - 2012年）
  - 特命戦隊ゴーバスターズ（2012年 - 2013年）
  - 獣電戦隊キョウリュウジャー（2013年 - 2014年） - キョウリュウシアン（優子）[6]
  - 烈車戦隊トッキュウジャー（2014年 - 2015年） - トッキュウ3号[7][1][8]、ミオ（吹き替え）[9]
  - 手裏剣戦隊ニンニンジャー（2015年 - 2016年） - シロニンジャー[10][1][2][8]
  - 動物戦隊ジュウオウジャー（2016年 - 2017年） - ジュウオウシャーク[8] / セラ（ジューマン態）[11][3][8]
  - 宇宙戦隊キュウレンジャー（2017年 - 2018年） - ラプター283[8] / ワシピンク[12][3][4][8]
  - 快盗戦隊ルパンレンジャーVS警察戦隊パトレンジャー（2018年 - 2019年） - パトレン3号[13][8][14]、明神つかさ（吹き替え）[15]
  - 騎士竜戦隊リュウソウジャー（2019年 - 2020年） - リュウソウピンク（マスターバージョン）[16]
  - 魔進戦隊キラメイジャー（2020年 - 2021年） - キラメイグリーン[17]、速見瀬奈（吹き替え / 37）[18]
  - 機界戦隊ゼンカイジャー（2021年 - 2022年） - ツーカイザー（第32カイ！）[19]、カメレオングリーン[20]
  - 暴太郎戦隊ドンブラザーズ（2022年 - 2023年） - 教官（ドン40話）[21]
  - 爆上戦隊ブンブンジャー（2024年）
- ドゲンジャーズ ハイスクール（2022年） - MAKO[22]

#### テレビスペシャル
- 烈車戦隊トッキュウジャーVS仮面ライダー鎧武 春休み合体スペシャル（2014年）
- 手裏剣戦隊ニンニンジャーVS仮面ライダードライブ 春休み合体1時間スペシャル（2015年）

### 映画
- 日本沈没（2006年7月15日）
- 舞妓Haaaan!!!（2007年6月）
- 包帯クラブ（2007年9月）
- 僕の彼女はサイボーグ（2008年5月）
- ゲゲゲの鬼太郎 千年呪い歌（2008年7月） - 北乃きい吹き替え
- ハイキック・ガール!（2009年5月） - サクラ
- 劇場版 SPEC〜天〜（2012年） - 福田沙紀吹き替え
- BRAVE HEARTS 海猿 （2012年7月） - 乗客
- エイトレンジャー∞（2012年7月） - 吹き替え
- セイバー+ゼンカイジャー スーパーヒーロー戦記（2021年7月） - ラプター283[23]
- スーパー戦闘 純烈ジャー 追い焚き☆御免（2022年9月）[24]
- 仮面ライダーシリーズ
  - 劇場版 仮面ライダーキバ 魔界城の王（2008年）
  - 劇場版 さらば仮面ライダー電王 ファイナル・カウントダウン（2008年）
  - 劇場版 超・仮面ライダー電王&ディケイド NEOジェネレーションズ 鬼ヶ島の戦艦（2009年）
  - 劇場版 仮面ライダーディケイド オールライダー対大ショッカー（2009年）
  - 仮面ライダー×仮面ライダー W&ディケイド MOVIE大戦2010（2009年）
  - 仮面ライダー×仮面ライダー×仮面ライダー THE MOVIE 超・電王トリロジー EPISODE RED ゼロのスタートウィンクル（2010年）
  - 仮面ライダーW FOREVER AtoZ/運命のガイアメモリ（2010年） - 野次馬
  - 仮面ライダー×仮面ライダー オーズ&ダブル feat.スカル MOVIE大戦CORE（2010年） - 豊臣家子孫
  - 劇場版 仮面ライダーオーズ WONDERFUL 将軍と21のコアメダル（2011年）
  - 仮面ライダーフォーゼ THE MOVIE みんなで宇宙キターッ!（2012年）
  - 仮面ライダー×仮面ライダー ウィザード&フォーゼ MOVIE大戦アルティメイタム（2012年）
  - 劇場版 仮面ライダーウィザード in Magic Land（2013年）
  - 仮面ライダー×仮面ライダー ドライブ&鎧武 MOVIE大戦フルスロットル（2014年）
  - 劇場版 仮面ライダージオウ Over Quartzer（2019年）[25]
  - 仮面ライダー 令和 ザ・ファースト・ジェネレーション（2019年）[26]
- スーパー戦隊シリーズ
  - 侍戦隊シンケンジャー 銀幕版 天下分け目の戦（2009年）
  - 侍戦隊シンケンジャーVSゴーオンジャー 銀幕BANG!!（2010年）
  - 天装戦隊ゴセイジャー エピックON THEムービー（2010年）
  - 天装戦隊ゴセイジャーVSシンケンジャー エピックon銀幕（2011年）
  - ゴーカイジャー ゴセイジャー スーパー戦隊199ヒーロー大決戦（2011年） - マジマザー[27]、レジェンド戦隊ヒーロー
  - 海賊戦隊ゴーカイジャーVS宇宙刑事ギャバン THE MOVIE（2012年）
  - 特命戦隊ゴーバスターズ THE MOVIE 東京エネタワーを守れ!（2012年）
  - 特命戦隊ゴーバスターズVS海賊戦隊ゴーカイジャー THE MOVIE（2013年）
  - 獣電戦隊キョウリュウジャーVSゴーバスターズ 恐竜大決戦! さらば永遠の友よ（2014年） - トッキュウ3号[1]
  - 烈車戦隊トッキュウジャー THE MOVIE ギャラクシーラインSOS（2014年） - トッキュウ3号[8]
  - 烈車戦隊トッキュウジャーVSキョウリュウジャー THE MOVIE（2015年） - トッキュウ3号[1]、少女トッキュウ3号[28]
  - 手裏剣戦隊ニンニンジャー THE MOVIE 恐竜殿さまアッパレ忍法帖!（2015年）
  - 手裏剣戦隊ニンニンジャーVSトッキュウジャー THE MOVIE 忍者・イン・ワンダーランド（2016年） - シロニンジャー[8]、トッキュウ3号[8]
  - 劇場版 動物戦隊ジュウオウジャー ドキドキサーカスパニック!（2016年） - ジュウオウシャーク[8] / 獣セラ[8]
  - 劇場版 動物戦隊ジュウオウジャーVSニンニンジャー 未来からのメッセージ from スーパー戦隊 （2017年）
  - 宇宙戦隊キュウレンジャー THE MOVIE ゲース・インダベーの逆襲（2017年） - ラプター283[8] / ワシピンク[8]
  - 快盗戦隊ルパンレンジャーVS警察戦隊パトレンジャー en film（2018年） - パトレン3号[14]
  - 騎士竜戦隊リュウソウジャー THE MOVIE タイムスリップ!恐竜パニック!!（2019年）[25]
  - 劇場版 騎士竜戦隊リュウソウジャーVSルパンレンジャーVSパトレンジャー（2020年） - パトレン3号[8]
  - 魔進戦隊キラメイジャー エピソードZERO（2020年）[29] - キラメイグリーン[8]
  - 魔進戦隊キラメイジャー THE MOVIE ビー・バップ・ドリーム（2021年）[30] - キラメイグリーン[31]
  - 機界戦隊ゼンカイジャー THE MOVIE 赤い戦い! オール戦隊大集会!!（2021年）[30]
- スーパーヒーロー大戦シリーズ
  - 仮面ライダー×スーパー戦隊 スーパーヒーロー大戦（2012年）
  - 仮面ライダー×スーパー戦隊×宇宙刑事 スーパーヒーロー大戦Z（2013年）
  - 平成ライダー対昭和ライダー 仮面ライダー大戦 feat.スーパー戦隊（2014年）
  - スーパーヒーロー大戦GP 仮面ライダー3号（2015年）
  - 仮面ライダー×スーパー戦隊 超スーパーヒーロー大戦（2017年）

### 戦隊シリーズショー
- 炎神戦隊ゴーオンジャー（2008年） - ケガレシア
  - 「炎神戦隊ゴーオンジャー スカイシアターに現る!!」
  - 「炎神合体!エンジンオーG6降臨!!」
  - 「天空の戦士!ゴーオンウイングス登場!!」
  - 「最強パワー炸裂!LETS GO-ON!!」
  - 「熱き友情!正義のドリフトパワー発動!!」
  - 「グランプリファイナル!素顔の戦士ラストラン!!」
  - 「さよならスカイシアター!熱き思いよ甦れ!!」
- 侍戦隊シンケンジャー（2009年）
  - 「スーパーシンケンジャー見参!真侍技之幕」
  - 「モヂカラ集結!!最終決戦之幕」
- 天装戦隊ゴセイジャー（2010年）
  - 「天装戦隊ゴセイジャー シアターGロッソに現る!!」
  - 「ゴセイナイト降臨!正義のパワー天装!!」
  - 「激突!ゴセイジャーVSダークゴセイジャー」
  - 「護星天使降臨!奇跡のラストターン」
- 海賊戦隊ゴーカイジャー（2011年） - ゴーカイピンク
  - 「海賊戦隊ゴーカイジャー シアターGロッソに現る!!」
  - 「全速前進!ゴーカイシルバー登場!!」
  - 「海賊パワー炸裂!宝島大決戦!!」
  - 「バスコ現る!空中都市真冬の大激突!!」
  - 「海賊集結!決めるぜファイナル ウェーブ」
- 特命戦隊ゴーバスターズ（2012年） - エスケイプ
  - 「新戦士登場!ビート&スタッグ!!」
  - 「最強海賊現る!出動せよゴーバスターズ!」
  - 「永遠のキズナ!ゴーバスターズラストミッション!!」
- 獣電戦隊キョウリュウジャー（2013年） - キョウリュウピンク
  - 「獣電戦隊キョウリュウジャー! シアターGロッソに現る!!」
  - 「雷鳴の勇者キョウリュウゴールド見参!!」
  - 「荒れるぜ!真夏のキョウリュウ大決戦!!」
  - 「メッチャ進化!Gロッソdeカーニバル!!」
- 騎士竜戦隊リュウソウジャー（2019年）
  - 「騎士竜戦隊リュウソウジャー! シアターGロッソに現る!!」
  - 「シアターGロッソ10周年記念公演 ケボーン!Gロッソ!!」

### Vシネマ
- スーパー戦隊シリーズ
  - 帰ってきた侍戦隊シンケンジャー 特別幕（2010年）
  - 帰ってきた天装戦隊ゴセイジャー last epic（2011年）
  - 帰ってきた特命戦隊ゴーバスターズVS動物戦隊ゴーバスターズ（2013年）
  - 帰ってきた獣電戦隊キョウリュウジャー 100 YEARS AFTER（2014年）
  - 行って帰ってきた烈車戦隊トッキュウジャー 夢の超トッキュウ7号（2015年） - トッキュウ3号[1]、少女トッキュウ3号[1]
  - 帰ってきた手裏剣戦隊ニンニンジャー ニンニンガールズVSボーイズ FINAL WARS（2016年） - シロニンジャー[8]
  - 動物戦隊ジュウオウジャー スーパー動物大戦（2016年） - シロニンジャー[32]
  - 帰ってきた動物戦隊ジュウオウジャー お命頂戴!地球王者決定戦（2017年） - ジュウオウシャーク[3]
  - てれびくん超バトルDVD 快盗戦隊ルパンレンジャーVS警察戦隊パトレンジャー 〜GIRLFRIENDS ARMY〜（2018年）
  - ルパンレンジャーVSパトレンジャーVSキュウレンジャー（2019年） - パトレン3号[33]、ラプター283[33]
  - 魔進戦隊キラメイジャーVSリュウソウジャー（2021年） - キラメイグリーン[34]
  - 機界戦隊ゼンカイジャーVSキラメイジャーVSセンパイジャー（2022年）
  - 王様戦隊キングオージャーVSキョウリュウジャー（2024年）
- 仮面ライダーW RETURNS 仮面ライダーアクセル（2011年）

### ネットムービー
- from Episode of スティンガー 宇宙戦隊キュウレンジャー ハイスクールウォーズ（2017年）
- 快盗戦隊ルパンレンジャー＋警察戦隊パトレンジャー 〜究極の変合体！〜（2018年）
- 警察戦隊パトレンジャー Feat. 快盗戦隊ルパンレンジャー ～もう一人のパトレン2号～（2018年）
- ツーカイザー×ゴーカイジャー ～ジューンブライドはたぬき味～（2022年） - ツーカイザー（フリント）[35]
- 仮面ライダーBLACK SUN（2022年） - カマキリ怪人（蟷螂怪人）[36]

### 舞台
- GOEMON大阪参上編（2012年、インディペンデントシアター） - ルテラ軍女兵士 役
- 劇団丸組第八回公演 新山猫最終章（2023年、CBGKシブゲキ!!） - 会津娘子隊 依田まき子 役[37]

### CM
- 本田技研工業CM（2006年） - 美輪明宏吹き替え
- 久光製薬「サロンパスEX」（2008年） - 吹き替え
- 綜合警備保障「安心戦隊 ALSOK」（2011年） - 吉田沙保里吹き替え

### ゲーム
- バンダイ「スーパー戦隊バトル ダイスオーDX」（2012年） - キャプチャープレイヤー

### アニメ
- 戦隊レッド 異世界で冒険者になる（2025年） - アメン 役（変身シーンモーションアクター）[38]

### PV
- AKB48「フライングゲット」（2011年） - 前田敦子吹き替え

### イベント
- JAE NAKED LIVE「がんばろう 日本!」（2011年）
- JAE "春"プレミアムイベント 〜Jump Up!〜（2016年）
- 仮面ライダーガッチャード ファイナルステージ（2024年） - 仮面ライダートワイライトマジェード[39]